# Mamoiada
Mamoiada is een gemeente in de Italiaanse provincie Nuoro (regio Sardinië) en telt 2.380 inwoners sinds de laatste telling in 2023.